# PLUTO ～冥王～
《PLUTO ～冥王～》（日语：PLUTO）是由浦澤直樹創作的科幻懸疑題材日本漫畫，劇情改編自手塚治虫的漫畫作品《原子小金剛》之篇章〈地上最大機器人〉，於2003年至2009年間在日本小學館出版的漫畫雙週刊《Big Comic Original》進行連載，單行本全8冊。劇情設定在人類與機器人共同生活的時代，講述有不明威脅出於恨意企圖殺害七位「世界上最優秀機器人」，七大機器人之一——機器刑警蓋吉特為了阻止慘劇發生而展開調查。
浦澤原本想畫的是手塚的遺作《火之鳥》，不過並未獲得手塚製作公司許可。之後小金剛生日——2003年4月7日即將到來，手塚製作公司詢問有無漫畫家要畫向《原子小金剛》致敬的作品，正好浦澤與合作夥伴長崎尚志有了重製〈地上最大機器人〉的想法。該作是影響浦澤甚深的作品，兩人決定不採用原作的主角小金剛，而是由配角蓋吉特擔綱主角。手塚的長子手塚真起初予以婉拒，但最後決定給他機會，並建議他擺脫原作的風格，畫出自己的作品；浦澤因而將很多人物都重新設計了一番。雖然企劃通過，不過浦澤日後表示，這次改編的過程其實面臨很大的壓力。
《PLUTO ～冥王～》問世後獲得日本多項大獎肯定，包含手塚治虫文化賞和星雲賞，而在國外本作也獲得許多評審青睞，入圍美國的艾斯納獎等知名獎項。截止至2023年，本作的銷量已突破一千萬冊。評論家大多稱讚本作精彩的劇情和謎團，以及對角色和情感的深刻描寫。本作已被改編成舞台劇，於2015年在日本公演。改編動畫由Studio M2製作，2023年10月於Netflix播出。

## 劇情大綱
本作設定在一個人類與機器人共同生活的時代，以七位「世界上最優秀機器人」之一——瑞士的「蒙布朗」在一場森林大火中被破壞為開端。同時，在德國聲援《機器人保護法》之團體的幹部蘭肯也遭殺害。兩人的屍體頭上都插著形狀類似「角」的物體。兇手疑似是機器人，但機器人都被規範不能殺害人類，因而引發騷動。以高性能著稱的機器人刑警——德國的「蓋吉特」開始調查這一連串看似相關的案子，結果卻意外發現包括自己在內的七位「世界上最優秀機器人」都被兇手列入殺害的目標。
蓋吉特至日本與那裡的七大機器人之一「小金剛」交換情報，而後小金剛在下一起命案的現場發現，數年前第39次中亞衝突中聯合國派去調查波斯王國的毀滅性機器人的「波拉調查團」也被盯上了。與此同時，又有兩位七大機器人——英國的「諾斯2號」和土耳其的「伯朗德」相繼不敵兇手而遇害，蓋吉特的記憶也開始出現異狀。隨著第39次中亞衝突的背後逐漸揭露，眾人發現兇手是為了報復戰爭中波斯王國被推翻、破壞之仇，憎恨的漩渦也開始席捲眾人。
與此同時，今波斯共和國的亞伯拉博士來到日本，暗地裡操控著一台長著雙角的機器人，要他去殺了小金剛。小金剛為了保護家人而迎戰普魯托，遭到擊敗而陷入昏死。與此同時，反機器人的激進團體「KR团」的成員阿道夫認定蓋吉特是殺害他哥哥的兇手，於是決定暗殺蓋吉特，卻反遭組織追殺，負責保護他的蓋吉特從他持有的資料中發現目前入獄的波斯王國國王大利烏十四世知道此次事件的秘密。
剩下的七大機器人之一——希臘的「海格力斯」單獨迎戰兇手，不敵身亡。小金剛的製作者天馬博士親自對小金剛進行修復，但即便機體修好也因為電子腦陷入混沌而無法醒來。另一方面，與阿道夫同行期間，蓋吉特被人工竄改的記憶逐漸恢復，想起自己的確因為機器人養子被阿道夫之兄殺害，出於憎恨而殺死了他。蓋吉特到監獄找大利烏十四世會談，得知了敵人是大規模毀滅性機器人的情報，以及一個名為普魯托的存在。蓋吉特前往今波斯共和國找線索，查到了一個神秘男子薩哈多的資訊，隨後循線找到荷蘭地下的秘密空間，發現普魯托就在那裡。蓋吉特用火力壓制普魯托，並向警方報告這一切事件的幕後兇手是亞伯拉博士，是他利用家人死於戰爭的恨意，唆使附身在普魯托體內的兒子薩哈多所犯下的。
然而，就在蓋吉特已經找到真相之時，亞伯拉操控蓋吉特認識的賣花機器人阿里襲擊他。在蓋吉特眼中阿里的身影化為養子的身影，他不由得淚流滿面，隨後腹部被砲彈擊穿而重傷死去。小金剛的創造者天馬博士為了讓小金剛從昏死狀態中醒來，將蓋吉特遺留下來的記憶晶片植入小金剛的腦，注入偏差的情感——恨意，讓腦中的混沌統一。這時僅存的七大機器人——澳洲的「艾普希倫」決定和普魯托做個了斷。艾普希倫在打鬥中憑著「光子力」佔上風，但始終沒有給予對方最後一擊，企圖將薩哈多從仇恨中解放，最後反被殺害。
小金剛懷著對殺死大家的普魯托的恨意醒來，寫出了一組毀滅地球的反陽子炸彈方程式，平復後擁有了真正人類的心。透過蓋吉特的晶片，小金剛已經知道了真相和亞伯拉的真正目的——毀滅地球。亞伯拉算準伊甸公園底下的火山瀕臨噴發，在伊甸公園底下埋了搭載反陽子炸彈的行星改造機器人「波拉」，引發的爆炸威力足以讓大部分的人類滅絕，但機器人可以活得下來。小金剛前去伊甸公園迎戰普魯托，成功壓制對方，恨意上沖就要殺死普魯托時，蓋吉特的意識告訴他：「仇恨是不會創造出任何改變的」。小金剛因而停下了手，而薩哈多也終於從恨意中解脫。最後薩哈多犧牲自己拆除反陽子炸彈，世界免於毀滅。閃現的記憶殘片中，蓋吉特將養子取名為羅比達，看著他的身影，終於了解到活著的意義。因為這一切的事件都起因於憎恨，小金剛於是許願道：「祈願有一天世界上會……不再有任何仇恨……」。

## 登場人物

### 主要角色
蓋吉特（Gesicht）
- 聲：藤真秀（動畫）[2]

來自德國，七個「世界上最優秀機器人」的其中一名，製作者是霍夫曼博士。機器刑警，隸屬於歐警聯邦，解決過許多困難的案件，活躍於德國杜塞爾多夫，現在的階級為「特別搜查官」。曾參加第39次中亞衝突戰役的和平軍，替治安警察部隊在街頭臥底，並殲滅恐怖份子。一次在廢鐵場找到奄奄一息的孩童機器人，於是收為養子，取名羅比達。羅比達後來被阿道夫的兄長殺害，蓋吉特憎恨過度而將後者擊殺。
當局高層為了掩蓋事實，將養子和殺人相關的記憶全數竄改。這些記憶在與小金剛交換記憶芯片時，被小金剛讀取到，蓋吉特在調查連環事件的過程中也逐漸回想起來，但隨之而來的還有「憎恨」的情感，令他恐懼又掙扎不已。
人類型，全身以特殊合金「合金」（Zeronium、，虛構的高強度金屬）打造。外表為中年歐洲男性，頭髮稀少。身體的部份能自由變化形狀，例如能夠將自己的手變為槍枝進行戰鬥，右手是質彈，左手是催眠瓦斯。
小金剛（Atom）
- 聲：日笠陽子（動畫）[2]

來自日本，七個「世界上最優秀機器人」的其中一名，是天馬博士為了取代去世的親生兒子天馬飛雄而製作出來的。曾被賣到馬戲團，後來參加第39次中亞衝突戰役的和平軍，現在以「和平使者」的身份受到全世界的歡迎。與家人一同居住在日本東京，目前就讀小學。在七大機器人中，他擁有最高等級的人工智慧，因此能夠準確模擬人類的行為和理解人類的感情。
人類型。外表為日本男性小孩。頭上為普通的頭髮，並沒有原作中的角。本作中也沒有出現原作裡天馬博士將小金剛改造為100萬馬力的劇情。
蒙布朗（Mont Blanc）
- 聲：安元洋貴（動畫）[11]

來自瑞士，七個「世界上最優秀機器人」的其中一名，曾參加第39次中亞衝突戰役的和平軍。在前線與伯朗德和海格力斯一起並肩驅逐波斯軍的機器人。戰後進入瑞士森林局工作，擔任盧塞恩林區的森林保護官，兼任登山嚮導，深愛大自然。由於和平解決中亞衝突有功，以及喜愛作詩唱歌、溫和敦厚的個性，是全人類都很喜歡的機器人。
七名「世界上最優秀機器人」中唯一的舊式外型機器人，體格壯碩堅固。是少數造型延用原作設計的角色:202。
諾斯2號（North 2）
- 聲：山寺宏一（動畫）[11]

來自英國，七個「世界上最優秀機器人」其中一名，在第39次中亞衝突戰役中擔任英國軍隊總司令安德烈·德古拉斯將軍的傳令官，日後飽受戰爭時殺害機器人同類的陰影折磨。之後經由人力仲介公司介紹，擔任隱居在歐洲聯邦蘇格蘭的知名音樂家波爾·鄧肯的管家，為了擺脫陰影而向他學習鋼琴，過著平靜的日子。
有許多隻手臂，手臂前端裝備有武器，平常大多藏在覆蓋全身的斗篷下。足部配備有噴射裝置可以飛行。是少數造型延用原作設計的角色:202。
伯朗德（Brando）
- 聲：木內秀信（動畫）[11]

來自土耳其，七個「世界上最優秀機器人」其中一名，參加過第39次中亞衝突戰役。之後參與機器人格鬥，是土耳其ESKKKR的機械人格鬥冠軍。有機械人妻子並收養了不少小孩，認為比賽勝負是靠運氣，而收養小孩帶給了它強運和生活目標，自稱「Lucky man」。
人類型，透過穿上機器裝甲來戰鬥。
海格力斯（Heracles）
- 聲：小山力也（動畫）[11]

來自希臘，七個「世界上最優秀機器人」其中一名，參加過第39次中亞衝突戰役。之後參與機器人格鬥，是希臘WPKKR的機器人格鬥冠軍，被稱為「鬥神」。曾與伯朗德進行過四場比賽，不分勝負。
人類型，透過穿上機器裝甲來戰鬥。
艾普希倫（Epsilon）
- 聲：宮野真守（動畫）[11]

來自澳洲，七個「世界上最優秀機器人」其中一名，製作者是霍華德博士。是個和平主義者，拒絕第39次中亞衝突戰役的徵兵。收養了不少孤兒。不想殺死普魯托，要蓋吉特以正當手段把普魯托逮捕，以切斷一連串恨意的循環，但這信念在霍華德博士被殺後似乎有點動搖。
人類型，以霍華德博士開發的「光子力」為能源。能透過吸收陽光發動強大的能量攻擊，單就破壞力而言為七大機器人中最強。
亞伯拉博士（Professor Abullah）
- 聲：山路和弘[27]

波斯王國的首席科學家，曾參與國家的綠化計畫「波拉計畫」，製造名為「波拉」（Bora）的巨大綠化機器人。為了要完成機器人的電子頭腦，找來天馬博士設計出世界上最優秀的人工智能。但是，因為人工智能容納了全世界60億人的人格，無法從中挑選要成為的人格而陷入混沌無法覺醒。在中亞戰爭中失去親人而產生憎恨，這份憎恨在他被空襲炸死之後，連同他事先準備好的記憶芯片一同裝入人工智能，偏差的情感使其得以從混沌中清醒。而這個人工智能又分裂成兩個人格，一個是製造普魯托的亞伯拉，另一個是完成波拉的高地。
高地博士（ゴジ博士）
外傳為替波斯王國設計大規模機器人兵器的科學家，實際上是天馬博士製造出來的人工智能。高地這個名字代表當地傳說中的賢者之名。在裝入帶有亞伯拉憎恨之記憶芯片後覺醒，同時以為自己是亞伯拉是人類，並且將反陽子炸彈搭載於「波拉」上想要毀滅一切。從天馬博士口中得知真相後崩潰，最後將自己的電子頭腦裝入波拉。
普魯托 / 薩哈多（プルートゥ / サハド）
- 聲：關俊彥（動畫）[11]

人工智能高地的亞伯拉人格製造出來的巨大機器人，目的是向參與第39次中亞衝突的七位「世上最優秀的機器人」復仇。安裝的電子頭腦是亞伯拉的機器人兒子薩哈多的，他本來在荷蘭研究植物學，想協助亞伯拉綠化波斯王國，但因為戰爭回國參戰。得知家人死於戰爭後，被亞伯拉以恨意誘導，其電子頭腦被裝入普魯托體內，成為普魯托，開始獵殺七大機器人和波拉調查團相關人士。
型態是帶有長角的巨大機器人，其角能夠任意延長、變形，而拳頭也能發射出去。擁有無人可敵的龐大怪力，並且能夠刮起巨大龍捲風用來移動和攻擊，發出的電磁波能用來將訊息灌進機器人腦裡。名字出自羅馬神話中的「冥王」普路托。
Dr.羅斯福（Dr. Roosevelt）
- 聲：井上麻里奈（動畫）

特拉克亞合眾國的智囊，外觀是一隻小熊布娃娃，實際上是擁有人工智慧的超級電腦。表面上在為總統亞歷山大效力，實際上試圖利用普魯托發動滅絕人類的行動，是本作的幕後黑手。角色名字和形象影射西奧多·羅斯福。
布拉鄔1589（Brau 1589）
- 聲：田中秀幸（動畫）[27]

高智能机器人，由于是第一个违反《机器人法》“机器人不能杀人”原则的机器人而被处求生不能求死不能的极刑，胸口上插著的槍只要拔起來就會死亡。被關在比利時布魯塞爾的人工智能矯正指導中心。盖吉特探访它时，他一语点破，人类连杀死他的勇气都没有，因為檢查報告顯示它的人工智慧完全沒有問題，反而加深了人類的恐懼。多次與蓋吉特會面並給予諮詢。後來從覺醒的小金剛身上感覺到了人類的心，大受感動。故事最後，它找到Dr.羅斯福所在的房間，拔起槍往Dr.羅斯福的本體擲去。

### 次要角色
海蓮娜（Helena）
- 聲：朴璐美（動畫）[27]

蓋吉特的機器人妻子，人類型。和蓋吉特一樣被抹除了關於養子的記憶。
貝爾納德·蘭肯（Bernand Lanke）
波拉調查團成員之一，現為《機器人法》擁護團體的幹部，疑似遭到機器人殺害。因為可能是8年前的布拉鄔1589事件以來第一起機器人殺害人類的案子，而在警界引發騷動。
霍夫曼博士（Professor Hoffman）
波拉調查團成員之一，蓋吉特的製作者兼合金的發明者，現在負責幫蓋吉特做定期整備，兩人關係形同摯友，常和他談心並提供意見。
波爾·鄧肯（ポール・ダンカン）
- 聲：羽佐間道夫（日语：羽佐間道夫）[27]

隱居在歐洲聯邦蘇格蘭的知名音樂家，脾氣怪異，有諾斯2號擔任管家。
黑傑克（Black Jack）
- 聲：大塚明夫（動畫）

《怪醫黑傑克》的主角，在故事中是一個「日本醫生」，幫年輕時重病的波爾·鄧肯動手術。雖然沒有提到姓名也沒有露臉，但可從無照行醫、醫術高超等特點推知，動畫版第一集片尾製作人員名單則有明確寫出BJ。
田崎純一郎（田崎 純一郎）
法律學者，《國際機器人法》的發起人，連環事件的被害者，死前試圖警告御茶水博士有人在獵殺波拉調查團的成員。
田鷲警視（田鷲警部）
原作《原子小金剛》的角色，隸屬警視廳，不喜歡機器人。
中村課長（中村課長）
原作《原子小金剛》的角色，隸屬警視廳。
御茶水博士（お茶の水博士）
- 聲：古川登志夫（動畫）[27]

波拉調查團成員之一，現為日本科學廳長官，視小金剛為自己的家人。
大利烏十四世（King Darius XIV）
波斯王國的獨裁領導者，第39次中亞衝突被推翻後，現監禁於特拉克亞合眾國的卡拉提佩監獄。
亞歷山大總統（President Alexander）
- 聲：堀內賢雄（動畫）[27]

特拉克亞合眾國的總統，以世界警察自居。發起第39次中亞衝突後得到連任，對外宣揚和平，主張要各國合作建立一個真正的烏托邦，背地裡靠著智囊——超級人工智能Dr.羅斯福執行著自己的計劃，目的是讓特拉克亞合眾國成為世界強國。樂見於七大機器人一個一個被殺害。
烏蘭（ウラン）
- 聲：鈴木實里（動畫）[2]

小金剛的妹妹，可以與動物交流，以及分析周遭流動的情緒。
阿道夫·哈斯（Adolf Haas）
KR團的成員，結了婚並有一個小孩。與哥哥一樣因為小時候的經歷而憎恨機器人，哥哥長大後犯下多起殺害機器人的罪行，最後被質彈打得粉身碎骨。相信蓋吉特是殺害哥哥的兇手，企圖殺死蓋吉特報仇。然而KR團不允許阿道夫出於私人恩怨殺死蓋吉特，決定將他滅口，蓋吉特因而被派去保護他的人身安全。之後KR團的殺手逼近時被蓋吉特捨身救了一命，因而對被恨意沖昏頭的自己感到無地自容，深感愧疚和抱歉。
羅納德·牛頓·霍華德博士（ロナルド・ニュートン・ハワード）
艾普希倫的製作者，以「光子力」能源發現者之名聞名於全球，被捲入連環事件而遇害。
天馬博士（天馬博士）
- 聲：津田英三（動畫）[27]

小金剛的製作者，電子頭腦的權威，是個曠世天才。親生兒子天馬飛雄車禍過世後，製作了小金剛來取代飛雄。可是小金剛終究無法成為天馬博士心中的飛雄，於是將小金剛拋棄後消失無蹤。
在小金剛被普魯托打敗並破壞後，御茶水博士對此無能為力時再度出現，親自出手修復了小金剛。
穆罕默德·阿里（モハメド・アリ）
在今波斯共和國撒馬爾罕的市集賣花的孩童機器人，身體在戰爭中受到損傷，夢想是成為一名學者。
瓦西里（ワシリー）
艾普希倫收養的戰爭孤兒之一，在戰爭中見到了謎樣的巨大黑影「波拉」，因為打擊過大而難以正常講話。後來被亞伯拉博士綁架，艾普希倫在與普魯托的戰鬥中為了救他而死。
霍肯（ホーガン）
科學廳的機器警察，奉命擔任艾普希倫的貼身護衛。
阿諾（アーノルド）
氣象預報機器人。
羅比達（ロビタ）
蓋吉特的養子，原本被混在廢鐵裡，被蓋吉特救起，夫妻將他取名為羅比達。後來遭到阿道夫的哥哥殺害。原本是手塚治虫的另一部作品《火之鳥 復活篇》的角色。

## 設定與專有名詞
機器人（ロボット）
這個時代的機器人與人類一樣、擁有一定的人權、似乎也有公民權，也可以扶養小孩。外型方面、不管是與人類十分相近者或是與一般印象中機器人的外型相符者都有。另外也有可依作業之類的用途而改變自己身體（擁有複數的身體）的類型存在。
第39次中亚衝突（第39次中央アジア紛争）
中亚地区国家波斯王国由于大量破坏机器人并压榨机器人人权，并以机器人兵团侵犯邻国领土而引发了战争。特拉克亞合众国在聯合國會議上聲稱波斯王國持有大量破壞性機器人，以违反了国际条约为名派出聯軍和世界上最强大的七个机器人推翻了波斯王国，結果由各国科学家组装成的波拉调查团並沒有什麼毀滅性機器人，只有在清真寺地下发现大量高人工智慧机器人的殘骸。此役悲惨的战争场面深深地影响了七大机器人。
波斯王国（Persian Kingdom）
独裁国家，位於中央亞細亞，由大利烏十四世统治。强权君主制压迫下民不聊生且违反机器人人权法案，组成机器人兵团，以壓倒性的軍力不断侵犯邻国领土，并意图统治整个中亚。后被特拉克亞合眾國為首的和平軍和七大機器人推翻，改为实行民主制。
KR团（KR団）
反对机器人与人平等，要求废除机器人人权法案的极右派团体，成員包含知识精英、财阀、政客等有影响力的人士，集會時頭上都罩著布，類似3K黨。主张“機器人沒有靈魂”，口號為「賜死予機械」。
波斯战争症候群（ペルシア戦争症候群）
战争对精神造成的巨大伤害，属于创伤后心理压力紧张综合症，书中由艾普希伦在谈到他抚养的战争遗孤时提到。
特拉克亞合眾國（United States of Thracia）
國家形象影射美國。奉行民主共和制，國家領導人為總統。特拉克亞合眾國為鞏固其世界霸權，而謊稱波斯王國君主專制，造成民不聊生、機器人權益侵犯，更控訴波斯王國意圖靠著大量破壞性機器人統治整個中亞，以此號召多國聯軍打擊波斯王國。儘管調查團並沒發現所謂的破壞性機器人，聯軍還是發動進攻，推翻了波斯王國。

## 創作過程

### 緣起

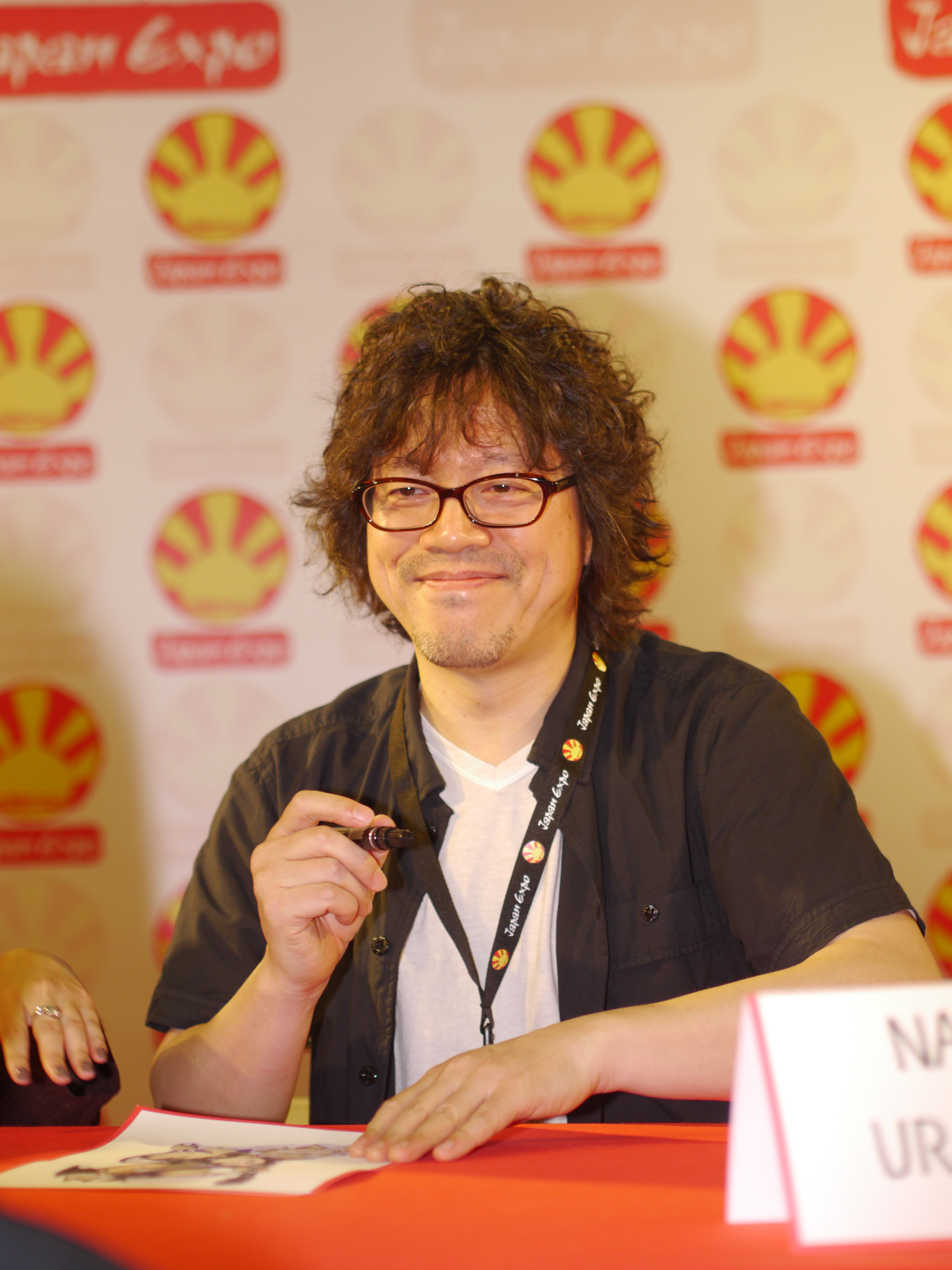
作者浦澤直樹，照片攝於2012年

本作由浦澤直樹創作，改編自手塚治虫的漫畫作品《原子小金剛》之篇章〈地上最大機器人〉（地上最大のロボット）。〈地上最大機器人〉最初連載於光文社漫畫月刊《少年》1964年6月號至1965年1月號，原標題是〈史上最大機器人〉（史上最大のロボット），改編動畫於1965年4月25日和5月1日分上、下集播出。原作當時相當受歡迎，據稱也是手塚「最熱衷於工作的時期所完成的作品」。1960年出生的浦澤在5歲時接觸到〈地上最大機器人〉:28，是生平第一部感動到他的漫畫，對他影響深遠，浦澤日後也表示這可算是他一切創作的起點。
浦澤原本想畫的是手塚生前未能完成的作品《火之鳥》的最終回。手塚在1989年因病逝世，據說他生前計畫在2003年完成《火之鳥》的最終回《火之鳥 現代篇》，同時也是《原子小金剛 誕生篇》，讓兩部作品的劇情在小金剛被製造出來的時間點2003年重疊之後結束，同時宣告封筆。浦澤告訴合作夥伴長崎尚志他想要畫個「私家版」完結篇，兩人先去和持有版權的手塚製作公司商量，結果沒有得到回應。:198
一段時間後，小金剛的生日——2003年4月7日即將到來，手塚製作公司詢問小學館有沒有漫畫家想畫《原子小金剛》的致敬作品，編輯部的片寄聰找上浦澤，浦澤回應道，不管畫出什麼東西來，「跟手塚治虫原版的壯大篇幅相比，到最後一定會顯得很渺小」，並表示不知道有沒有人敢直接重畫〈地上最大機器人〉篇。對此眾人反問說他來畫不就好了，不過浦澤推辭掉了。後來，浦澤和長崎會面時聊起了〈地上最大機器人〉，並提出以他們很喜歡的角色——機器刑警蓋吉特為主角的點子。兩人越聊越熱烈，但考量到浦澤的身體狀況（還要兼顧週刊連載），且對方恐怕不會輕易答應，最後只是抱著不會成功的心態畫了概念圖。:198
長崎和片寄數度前往和手塚製作公司交涉，表示要派出浦澤來畫，公司原本預想會是更年輕的漫畫家來接，不過仍表示歡迎，但握有最後決定權的手塚治虫長子手塚真一直沒有答應。雖然如此，浦澤等人還是把草稿傳給了他，結果久久不得回覆。浦澤表示，當時他們還沒有多認真，所以只是覺得「果然不行啊」而已。:198根據手塚真的說法，他是在2002年冬天得知這項企劃，起初是擔心這個獨立的改編作品會被埋沒在同樣慶祝小金剛生日的大量媒體中，且沒辦法當作一部獨立的作品好好經營而婉拒。之後他在審慎思考後同意與兩人見面，當下他就已經有了共同承擔改編作品的決心。浦澤等人獲邀後欣然答應，於是在2003年3月28日，手塚真、浦澤和長崎在銀座的店家會面。喝酒聊天時，手塚真突然告訴浦澤，他同意將普魯托交給他了，令本來不抱希望的浦澤吃了一驚:198。手塚真認為浦澤有所顧忌，草稿的畫風和造型都沿襲手塚的原作，於是接著要求浦澤全部重新設計，要他畫出自己的作品，和手塚一較高下。
浦澤本來沒抱幾絲希望，結果對方一口答應，他坦承自己只能硬著頭皮畫了:199。為了取得改編許可，浦澤、小學館的編輯和長崎一起至持有版權的手塚製作公司，找社長松谷孝征進行協商。松古後來回憶道，他了解情況後馬上和手塚真討論這件案子的可能性，很快就得到對方的認可。受到心理壓力影響，浦澤在開會階段長出了嚴重的蕁麻疹，身體狀況急轉直下。終於進入動筆階段後，浦澤提到，企劃階段時總覺得這次改編工程實在太龐大，但真正動筆時才突然發現「這其實還是自己的作品」，蕁麻疹也隨之「痊癒」。:199根據他的說法，畫稿時有時也會被自我要求逼到長蕁麻疹:199, 201。2019年，浦澤在洛杉磯的訪談中談及此次改編他人作品的經歷，稱過程中他因為改編手塚名作而備感壓力，內心也有劇烈的掙扎，可能導致健康出問題，建議下一代的漫畫家若想改編他的作品時也要三思。

### 構思與繪製

上半部為初始草稿，蓋吉特和小金剛的外觀與手塚原作相當相似；下半部則是浦澤重新設計過後的樣貌

手塚原作的主角是小金剛，而浦澤版本則以原作中戲份不多的配角機器人刑警蓋吉特的觀點來描述故事，整體的世界觀和角色特質也是以浦澤自己的風格為主。雖然如此，浦澤也讓在《原子小金剛》其他故事中、以及手塚其他作品出現過的角色在本作的各個篇章各自登場。
因為認為原作〈地上最大機器人〉裡面有手塚獨特的想法，浦澤在要開始畫本作時和長崎思考了很多，提出了許多見解:204。在劇情方面，浦澤表示，他和長崎很快就掌握了情節大綱，主要來源不外乎原作的概念或設定，原創角色薩哈多也是他在掌握到核心元素後設計出來的:201。在人物設計上，大多數機器人角色的造型都和原作相去甚遠，浦澤指出，他的設計基準在於對背景世代的定位，並以機器人作品演進史為例，從《鐵人28號》開始，經過《原子小金剛》、《無敵鐵金剛》和《機動戰士GUNDAM》，到最新的《新世紀福音戰士》，每一個世代的機器人概念各不相同。後來他進一步提出機器人操縱機器人的設定，認為這樣也是可行的。:202
作品以「沒有表情的悲傷」為一大主軸，因為機器人大多不善於臉部表達，且氣氛上一直處於壓抑狀態。浦澤表示，他是想把5歲時看完原作〈地上最大機器人〉後的感覺呈現在這個世代裡，原作中並沒有正義必勝這回事，而是散發一種無可言喻的悲傷。:203對於「沒有表情的悲傷」這件事，浦澤表示：「只要情境條件備齊，就會變得很悲傷。而且會比濫情的呈現方式還要悲傷好幾倍。」:207
在分鏡方面，有評論指出浦澤在這段時期的作品中，採用了如同電影畫面般完成度極高的分鏡，且人物的站位也可以透過分鏡一目了然:209。不過浦澤表示，他在畫分鏡稿時並沒有太刻意去設計，只是自然地畫下去。另外，雖然機器人的臉比較單一，同一張臉常常重複出現（尤其是布拉鄔1589和Dr.羅斯福），但浦澤並不使用複製的方式，而是每張都畫過一遍，因為覺得「在畫的筆觸中說不定可以透露些什麼。像是在悲傷的時候，說不定就會透露出一些悲傷的情緒」。:209

## 主題與解讀
對於外界常將《PLUTO ～冥王～》視為經典兒童漫畫的黑暗版詮釋，浦澤表示，認定手塚的作品都很輕鬆愉快是一種常見的誤解。他進一步指出，經過動畫和各種改編媒體的問世，手塚的作品已經被「重新塑造成非常健全又無害的東西」，但「如果從更深的層面來看這些作品，它們是非常黑暗的。假如真要好好地改編或重製手塚的任何一部作品，最後的成品自然會是一個黑暗的故事。」
漫畫專欄作家夏目房之介撰文指出，浦澤在作品中採用他一貫的寫實手法，來包裝原作荒誕無稽的內容本質，給人的感覺就像是一場「惡夢」，正符合浦澤式的主題。夏目也指出，浦澤以自己的風格和方式建構作品，讓沒看過手塚原作的人也能看懂，但也安排手塚漫畫的角色和橋段串場，引起手塚漫畫愛好者的共鳴。漫畫評論家兼大學講師村上知彥點出了本作中，小金剛被製作者、形同生父的天馬博士稱為失敗作的橋段，將之與原作作者手塚說過的言論「《原子小金剛》是我最大的失敗作之一，那是我為了金錢與聲譽所畫的作品」；「畫著變成怪物的小金剛，我其實是非常痛苦的」作對比。他相信，身為原作迷的浦澤正在試圖拯救被自己生父批判的小金剛。
評論家山田五郎指出，浦澤那一代人經歷了夢想的幻滅，於是他透過《20世紀少年》打著重新振作的口號，再藉由《PLUTO ～冥王～》這部重製作品，證明自己喚醒了少年時代夢想的原點，對同一時代的人傳達「繼承」的理念。不過他也表示，本作在殘酷性和性感要素上遠弱於原作，少了這些手塚作品的黑暗面，就沒辦法呈現出完美的希望，認為本作「要當成浦澤致同世代的檄文來讀」稍嫌不足。網站About.com的黛比·青木（Deb Aoki）認為本作觸及了「有關機器人和何謂人類的議題」，引人深思。美國《Otaku USA》雜誌的編者喬瑟夫·拉斯特（Joseph Luster）指出，書中對中亞國家波斯王國發動攻擊的特拉克亞合眾國是影射美國，而該次戰役第39次中亞衝突則是直接隱喻伊拉克战争，後者是美國於2003年以伊拉克持有大規模殺傷性武器為由發起的戰爭，漫畫問世的時間正好就在那年。美國漫畫評論家傑森·湯普森在動畫新聞網上撰寫的評論也有和拉斯特類似的看法，他指出特拉克亞合眾國的總統亞歷山大和歷史上征服波斯帝國的亚历山大大帝同名，而且特拉克亞的原文「Thracia」正是亞歷山大大帝的故鄉色雷斯的英文。至於大利烏十四世，湯普森認為他根本是萨达姆·侯赛因的翻版。就內容核心來看，湯普森認為，本作將兒童向的原作成熟化，並使內容更加嚴肅且深入。

## 連載
《PLUTO ～冥王～》刊載於日本小學館出版的漫畫雙週刊《Big Comic Original》，於2003年第18期開始連載:196，期間大多每2期連載1話，亦即1個月1話。2009年第8期本作完結:196，全65話。繪製《PLUTO ～冥王～》的同時，浦澤也得兼顧在同社週刊《Big Comic Spirits》連載的作品《20世紀少年》:192，雖然後者在2006年就已完結，但2007年還有其完結篇《21世紀少年》要畫:169，2008年浦澤又在講談社週刊《Morning》上開啟新連載《比利蝙蝠》，幾乎沒空休息:218, 225。

## 出版書籍
《PLUTO ～冥王～》的單行本一共有8冊，由小學館出版，分為普通版和豪華版。豪華版仿照原作《原子小金剛》當年由河童漫畫出版的單行本，採用較普通版大的版型。豪華版大多比普通版還要早上市，且附有額外內容。第一冊於2004年9月30日出版，最後一冊在2009年6月問世。
台灣中文版由東立出版社出版，第一冊於2006年8月9日出版，最後一冊於2010年1月8日上市。陆版中文版由新星出版社出版。除了中文版以外，本作也被翻譯成多種語言，包含英語、法語、韓文、義大利語、西班牙語等。
| - Act.1 蒙布朗之章（）（原發表於《Big Comic Original》2003年18號） - Act.2 蓋吉特之章（）（2003年20號） - Act.3 布拉鄔1589之章（）（2003年22號） - Act.4 諾斯2號之章（前篇）（）（2003年24號） - Act.5 諾斯2號之章（中篇）（）（2004年2號） - Act.6 諾斯2號之章（後篇）（）（2004年4號） - Act.7 伯朗德之章（）（2004年8號） - 後記（筆者：松谷孝征） - 豪華版後記 浦澤直樹×手塚真對談 [小金剛的孩子們]（）（2003年9月5日號） - 豪華版別冊附錄 漫畫〈地上最大機器人〉 |

| - Act.8 原子小金剛之章（）（2004年10號） - Act.9 御茶水博士之章（）（2004年12號） - Act.10 海格力斯之章（）（2004年14號） - Act.11 連上線路之章（）（2004年16號） - Act.12 家族的肖像之章（）（2004年18號） - Act.13 矛盾的記憶之章（）（2004年20號） - Act.14 Dr.羅斯福之章（）（2004年22號） - Act.15 敵人的零件之章（）（2004年24號） - 後記 [PLUTO]的誕生秘密（PLUTO誕生秘話，筆者：手塚真） |

| - Act.16 烏蘭之章（） （2006年2號） - Act.17 賜死予機械！之章（） （2006年6號） - Act.18 合金之章（） （2006年8號） - Act.19 艾普希倫之章（） （2006年10號） - Act.20 憎恨機器人之章（） （2006年12號） - Act.21 烏蘭尋找的東西之章（） （2006年14號） - Act.22 之章（） （2006年16號） - Act.23 徘徊的靈魂之章（） （2006年18號） - 後記 [『PLUTO』好看在哪裡？]（『PLUTO』はなぜ面白いのか？，筆者：夏目房之介） - 豪華版別冊附錄 浦澤直樹漫畫〈漫畫筆記〉（まんがノート） |

| - Act.24 博士的假日之章（）（2005年20號） - Act.25 龍捲風的日子之章（）（2005年22號） - Act.26 對決之章（）（2006年2號） - Act.27 不同的夢之章（）（2006年4號） - Act.28 緊急聯絡之章（）（2006年7號） - Act.29 模糊的身影之章（）（2006年8號） - Act.30 金巴利的三人會議之章（）（2006年10號） - Act.31 地上最大機器人之章（）（2006年12號） - 豪華版後記 [浦澤先生與我]（浦沢さんとわたし，筆者：西原理惠子） - 豪華版別冊附錄 浦澤直樹漫畫〈漫畫筆記〉（まんがノート） |

| - Act.32 記憶的傷痕之章（）（2006年14號） - Act.33 勝者、賢者和生者之章（）（2006年16號） - Act.34 神的選擇之章（）（2006年18號） - Act.35 蓋吉特快回答！之章（）（2006年20號） - Act.36 追尋恨意之章（）（2006年22號） - Act.37 悲傷的來訪者之章（）（2007年1號） - Act.38 六十億之混沌之章（）（2007年2號） - Act.39 獄中的國王之章（）（2007年4號） - 後記 [為什麼是『地上最大機器人』？]（なぜ『地上最大のロボット』なのか，筆者：村上知彥） - 豪華版別冊附錄 浦澤直樹漫畫〈Return〉 |

| - Act.40 沙漠的賢者之章（）（2007年6號） - Act.41 薩哈多之章（）（2007年8號） - Act.42 冥王的故鄉之章（）（2007年10號） - Act.43 與死亡的邂逅之章（）（2007年12號） - Act.44 我是普魯托之章（）（2007年14號） - Act.45 代價與交涉之章（）（2007年16號） - Act.46 夢的結束之章（）（2007年18號） - Act.47 真正的淚水之章（）（2007年20號） - 後記 [對相同世代而言的『PLUTO』]（同時代にとっての『PLUTO』，筆者：山田五郎） - 豪華版別冊附錄 浦澤直樹漫畫〈向月亮投出去！〉（月に向って投げろ！） |

| - Act.48 六〇億的偏差之章（）（2007年23號） - Act.49 慶生會之章（）（2007年24號） - Act.50 吞食地球之章（）（2008年2號） - Act.51 兩個太陽之章（）（2008年4號） - Act.52 瓦西里的選擇之章（）（2008年6號） - Act.53 維格蘭城的對決之章（）（2008年8號） - Act.54 悲傷地覺醒之章（）（2008年10號） - Act.55 巨大的覺醒之章（）（2008年12號） - 後記 [和手塚治虫一起的冒險]（手塚治虫との冒険，筆者：丸山正雄） - 豪華版別冊附錄 設定畫集、製作秘話 |

| - Act.56 破壞的方程式之章（）（2008年15號） - Act.57 心的去向之章（）（2008年16號） - Act.58 老朋友之章（）（2008年18號） - Act.59 各式各樣地重逢之章（）（2008年20號） - Act.60 謎底下的真實之章（）（2008年22號） - Act.61 滅亡的時刻之章（）（2008年24號） - Act.62 蓋吉特的遺言之章（）（2009年2號） - Act.63 向星星許願之章（）（2009年5號） - Act.64 結束的聲音之章（）（2009年6號） - 最終回 史上最大機器人之章（）（2009年8號） - 後記 [致松田君]（マツダ君へのメッセージ，筆者：長崎尚志） - 豪華版別冊附錄 Act.64與最終回（含追加彩頁） |

中文代理版本（單行本）
| 冊數 | 東立出版社    | 東立出版社             | 文化傳信      | 文化傳信           | 新星出版社 | 新星出版社             |
| 冊數 | 發售日期      | ISBN                   | 發售日期      | ISBN               | 發售日期   | ISBN                   |
| ---- | ------------- | ---------------------- | ------------- | ------------------ | ---------- | ---------------------- |
| 1    | 2006年8月9日  | ISBN 986-11-8688-3     | 2006年6月     | ISBN 962-8926-81-0 | 2024年3月  | ISBN 978-7-5133-5350-2 |
| 2    | 2006年8月30日 | ISBN 986-11-8689-1     | 2006年7月     | ISBN 962-8926-82-9 | 2024年3月  | ISBN 978-7-5133-5348-9 |
| 3    | 2006年9月26日 | ISBN 986-11-8690-5     | 2006年7月     | ISBN 962-8945-45-9 | 2024年5月  | ISBN 978-7-5133-5367-0 |
| 4    | 2007年4月13日 | ISBN 978-986-11-9475-2 | 2007年5月     | ISBN 962-8964-27-5 | 2024年5月  | ISBN 978-7-5133-5368-7 |
| 5    | 2008年4月7日  | ISBN 978-986-10-1055-7 | 2008年3月27日 | ISBN 962-8988-36-0 | 2024年7月  | ISBN 978-7-5133-5536-0 |
| 6    | 2009年1月9日  | ISBN 978-986-10-2251-2 | 2009年1月12日 | ISBN 988-8008-01-3 | 2024年7月  | ISBN 978-7-5133-5537-7 |
| 7    | 2009年8月20日 | ISBN 978-986-10-3403-4 | 2009年7月23日 | ISBN 988-8024-61-2 | 2024年10月 | ISBN 978-7-5133-5530-8 |
| 8    | 2010年1月8日  | ISBN 978-986-10-3988-6 | 2009年10月1日 | ISBN 988-8025-53-8 | 2024年10月 | ISBN 978-7-5133-5531-5 |

中文代理版本（愛藏版）
| 冊數 | 東立出版社    | 東立出版社                           |
| 冊數 | 發售日期      | ISBN                                 |
| ---- | ------------- | ------------------------------------ |
| 1    | 2022年9月8日  | ISBN 978-957-26-8936-3（首刷書盒版） |
| 2    | 2022年9月8日  | ISBN 978-957-26-8936-3（首刷書盒版） |
| 3    | 2022年9月8日  | ISBN 978-957-26-8936-3（首刷書盒版） |
| 4    | 2022年9月8日  | ISBN 978-957-26-8936-3（首刷書盒版） |
| 5    | 2022年11月4日 | ISBN 978-957-26-8937-0（首刷書盒版） |
| 6    | 2022年11月4日 | ISBN 978-957-26-8937-0（首刷書盒版） |
| 7    | 2022年11月4日 | ISBN 978-957-26-8937-0（首刷書盒版） |
| 8    | 2022年11月4日 | ISBN 978-957-26-8937-0（首刷書盒版） |

## 迴響
截止至2010年10月21日，本作的單行本發行量已突破850萬冊，其中有800萬冊來自日本地區。到了2016年，單行本銷量已達到865萬冊:196。截止至改編動畫的消息正式發布時（2023年2月），本作已在全球18個國家出版發行，全球累積發行量突破一千萬冊。
美國《Otaku USA》雜誌的編者喬瑟夫·拉斯特（Joseph Luster）給予《PLUTO ～冥王～》好評，稱讚本作已經超越了原作。拉斯特表示，即使已經知道原作的劇情，在閱讀本作的過程中仍會感到新鮮和興奮，認為《PLUTO ～冥王～》有種令人屏息、坐立難安的吸引力。劇情方面，他稱讚了浦澤對機器人的精采描繪和感情刻劃，並表示書中的謎團雖然埋得很深，但節奏並不拖沓，而是花時間引導觀眾、拿捏線索的量，讓讀者更加期待後續發展。拉斯特批評本作對美國的影射有點牽強且老套，不過表示除此之外都相當優秀，是必讀之作。角色方面，拉斯特相當欣賞諾斯2號和阿道夫的相關劇情。
網站About.com的黛比·青木（Deb Aoki）給予本作的第1冊滿分好評，並在文章中表示：「《PLUTO ～冥王～》會用精采的故事深深吸引你，也會用難得一見的深切情感讓你心碎。」她也稱讚本作的作畫以及原作沒有的懸疑和戲劇性劇情。漫畫評論家傑森·湯普森在動畫新聞網上撰文稱讚浦澤和長崎在劇情安排上相當流暢，部分設計以及手塚原作角色的翻新再登場都很賞心悅目，不過他也批評本作在政治影射上手法拙劣，沒有深究的意義。

### 獎項
《PLUTO ～冥王～》出版後獲得日本國內外多項大獎和多家機構的肯定：
| 年份   | 國別 | 獎項或活動                | 類別                             | 獲獎或入圍者                                   | 結果  | 来源            |
| ------ | ---- | ------------------------- | -------------------------------- | ---------------------------------------------- | ----- | --------------- |
| 2005年 | 日本 | 第9回手塚治虫文化賞       | 漫畫大賞                         | 《PLUTO ～冥王～》                             | 獲獎  | [ 106 ] [ 107 ] |
| 2005年 | 日本 | 第9屆日本新媒體動漫藝術節 | 漫画类优秀赏                     | 《PLUTO ～冥王～》                             | 獲獎  | [ 108 ]         |
| 2006年 | 日本 | 這本漫畫真厲害！          | 男生篇                           | 《PLUTO ～冥王～》                             | 第1名 | [ 109 ] [ 110 ] |
| 2010年 | 日本 | 第41回星雲賞              | 漫画賞                           | 《PLUTO ～冥王～》                             | 獲獎  | [ 111 ] [ 112 ] |
| 2010年 | 美國 | 艾斯納獎                  | 最佳限量漫畫或篇章               | 《PLUTO ～冥王～》（英文版）                   | 提名  | [ 113 ]         |
| 2010年 | 美國 | 艾斯納獎                  | 最佳進口漫畫（亞洲組）           | 《PLUTO ～冥王～》（英文版）                   | 提名  | [ 113 ]         |
| 2010年 | 美國 | 艾斯納獎                  | 最佳原作/作畫家                  | 浦澤直樹（《PLUTO ～冥王～》與《20世紀少年》） | 提名  | [ 113 ]         |
| 2010年 | 美國 | 哈維獎                    | 最佳進口漫畫                     | 《PLUTO ～冥王～》（英文版）                   | 提名  | [ 114 ]         |
| 2010年 | 法國 | 日本博覽會                | 漫畫評論家與記者協會獎（亞洲組） | 《PLUTO ～冥王～》                             | 獲獎  | [ 115 ]         |
| 2011年 | 法國 | 第38届安古蘭國際漫畫節    | 世代奖                           | 《PLUTO ～冥王～》                             | 獲獎  | [ 116 ]         |

其中，浦澤憑著本作二度拿下手冢治虫文化賞，上一部獲獎作品是《MONSTER》；而此次入圍日本新媒體動漫藝術節漫画部門則是繼《MONSTER》、《20世紀少年》（連續兩年獲獎）之後的第四次。2006年，本作入選日本新媒體動漫藝術節「日本媒體藝術100選」的漫畫部門，排名第42。另一方面，本作的前三冊在2009年被美國青少年圖書館服務協會（YALSA）列為年度十大給青少年看的漫畫之一，《學校圖書館學報》也將本作評為最佳少年漫畫之一。

## 改編作品

### 電影
2010年10月20日，據報導，美國照明娛樂環球影業買下了本作的版權，宣布將本作改編成真人結合计算机动画的電影。照明娛樂的CEO克里斯·梅勒丹德利表示，「浦澤直樹打造了一個任由想像力奔馳的世界，當中充滿著創新的戰鬥和冒險，但驅使我去爭取改編版權的，其實是他筆下的角色和感人的故事。」

### 舞台劇
2015年1月至2月，本作的改編舞台劇《冥王 PLUTO》（プルートゥ PLUTO）在日本東京文化村的繭劇院和大阪森之宮的森之宮柱支廳首演。舞台劇由比利時舞蹈家西迪·拉比·謝爾卡烏擔綱編舞和總監，谷賢一編寫腳本，飾演小金剛的森山未來主演。2015年5月24日，舞台劇於NHK教育頻道（NHKE）的節目《E無線舞台劇》上播出。
2017年6月，據報導，舞台劇將於2018年加演第二輪，並預定至歐洲國家（英國、荷蘭和比利時）海外巡演。
主要演員
- 小金剛 - 森山未來（首演、二輪）
- 蓋吉特 - 寺脇康文（首演）、大東駿介（二輪）
- 烏蘭、海蓮娜 - 永作博美（首演）、土屋太鳳（二輪）
- 天馬博士、布拉鄔1589 - 柄本明
- 御茶水博士、Dr.羅斯福 - 吉見一豐（日语：吉見一豊）
- 亞伯拉博士 - 松重豐（首演）、吹越滿（二輪）

二輪時程表
- 東京公演（2018年1月6日－1月28日，繭之劇院）[125]
- 海外公演（2018年2月，英國（8日－11日）/ 比利時（15日－17日） / 荷蘭（22日－24日））[125]
- 大阪公演（2018年3月9日－3月14日，森之宮柱支廳）[126]

### 動畫
2017年6月，动画企划公司GENCO在法国安锡国际动画影展上宣布本作将改编为动画，由Studio M2擔綱製作。Studio M2的社長丸山正雄曾在MADHOUSE底下參與浦澤直樹其他作品的改編動畫，如《MONSTER》、《危險調查員》和《以柔克剛》。2023年2月15日，官方釋出改編動畫的消息和主要聲優名單，宣傳影片一併發表，動畫預定於2023年內於Netflix獨佔播出。2023年7月2日，官方公布主要班底、其他聲優和前導預告，並宣布動畫共8話、每話長一小時，敘說漫畫全8冊的故事，將於2023年10月26日播出。2023年9月6日公布次要角色的聲優。

#### 製作人員
| 原作              | 浦澤直樹・手塚治虫                                   |
| 製作              | 長崎尚志                                             |
| 監修              | 手塚真                                               |
| 協力              | 手塚製作公司                                         |
| 執行製作人        | 真木太郎 （ 日语 ： 真木太郎） [ 2 ] 丸山正雄 [ 2 ] 山野裕史 |
| 製作人            | 丸山真太郎 伊香佑志 宇田川純男 葛仰骞                |
| 監督              | 河口俊夫                                             |
| 角色設計          | 藤田榮                                               |
| 創意顧問          | 浦沢直樹                                             |
| CGI演出・特殊攝影 | 宮田崇弘                                             |
| 3DCG監製          |                                                      |
| 3DCG指導          | 田中太一                                             |
| 美術監督          | 柴田千佳子（第1話）、橋本和幸（第2—8話）             |
| 攝影監督          | 佐藤光洋                                             |
| 音響監督          | 三間雅文                                             |
| 音響制作          | Techno Sound                                         |
| 音樂製作          | FlyingDog                                            |
| 音樂製作人        | 佐佐木史朗 （ 日语 ： 佐々木史朗 (音楽プロデューサー)） 石川吉元 篠崎稜太           |
| 音樂指導          | 長美郁                                               |
| 音樂              | 菅野祐悟                                             |
| 製作公司          | GENCO                                                |
| 製作監製          | 羽生田真希                                           |
| 動畫製作          | Studio M2                                            |
| 製作              | PLUTO制作委員会                                      |

#### 集數列表
| 集數  | 編劇     | 分鏡              | 演出                     | 作畫監督                                                  | 總作畫監督               | 首播日期 （2023年） |
| ----- | -------- | ----------------- | ------------------------ | --------------------------------------------------------- | ------------------------ | ------------------- |
| 第1話 | 山下平祐 | 小島正幸 沖浦啓之 | 松瀨勝 吉村文宏 又野弘道 | 青木一紀、齊藤格                                          | 藤田榮                   | 10月26日            |
| 第2話 | 山下平祐 | 梅原隆弘          | 梅原隆弘                 | 梅原隆弘                                                  | 梅原隆弘 櫻井邦彥 藤田榮 | 10月26日            |
| 第3話 | 稻本達郎 | 松瀨勝 島崎奈奈子 | 高木由繪                 | 三嶽理繪、高橋英理子、李普螺                              | 藤田榮                   | 10月26日            |
| 第4話 | 稻本達郎 | 迫井政行          | Eom Sang Yung 島崎奈奈子 | Kwon Hyuk Jung                                            | 櫻井邦彥 藤田榮          | 10月26日            |
| 第5話 | 山下平祐 | 西村聰 松尾衡     | 新谷研人 岡本泰知        | 原修一、高橋萬帆、早川加壽子                              | 藤田榮                   | 10月26日            |
| 第6話 | 山下平祐 | 岡本泰知 佐藤威   | 岡本泰知 宇田鋼之介      | 原修一、熊田明子、早川加壽子 瀧野芙美、戶葉惠利、飯野堅一 | 藤田榮                   | 10月26日            |
| 第7話 | 稻本達郎 | 西村聰            | 青山弘                   | 野口征恆、青木一紀、櫻井邦彥 劉柯利、李文臻、黃洋         | 兼森義則                 | 10月26日            |
| 第8話 | 稻本達郎 | 小島正幸          | 吉村文宏                 | 青木一紀、古佐小吉重 櫻井邦彥、清水洋                     | 藤田榮                   | 10月26日            |

## 備註
1. ↑  台灣東立出版社譯做「TEZUKA PRODUCTIONS」。
2. ↑  台灣東立出版社和香港文化傳信的中文版使用日文。
3. ↑  原文在德文中有「顏面」、「表情」的意思。
4. ↑  原文指的是阿爾卑斯山最高峰白朗峰。
5. ↑  原文在英文中是「北方」的意思。
6. ↑  原文在德文中有「藍色」、「青色」的意思，對應了原子小金剛原著中對人類發起叛亂的機器人「青騎士」。
7. ↑  台灣中文版初版一刷誤植為「艾普希洛之章」，不過在目錄的地方並無出錯。
8. ↑  浦澤1976年的練習作品，改編自小說家芥川龙之介的作品《羅生門》。
9. ↑  浦澤16歲時的練習作品，改編自科幻小說家星新一的作品《來訪者》[82]。
10. ↑  浦澤榮獲小學館新人漫畫大賞的早期作品。
11. ↑  手塚治虫文化獎十周年特筆漫畫，最初發表於。
12. ↑  參見「#主題與解讀」章節。
13. ↑  譯註：此為編者暫定的翻譯，為片假名轉為官方英文名稱「Theater Cocoon」再直譯而成。
14. ↑  譯註：此為編者暫定的翻譯，為原文轉為官方英文名稱「Morinomiya Piloti Hall」再意譯而成，「Piloti」在建築領域可以指「穿堂」或「建築底層由柱子架出來的的空間」，不過因為名稱最後還有「Hall」（廳；堂），所以在翻譯上稍作調整。

## 外部連結
- PLUTO ～冥王～（漫畫）在動畫新聞網百科全書中的資料（英文）